# Готоку Сакај
Готоку Сакај (јап. 酒井 高徳; 14. март 1991) јапански је фудбалер.

## Каријера
Током каријере је играо за Албирекс Нигата, Штутгарт, Хамбургер.

## Репрезентација
За репрезентацију Јапана дебитовао је 2012. године. Наступао је на два Светска првенства (2014. и 2018. године) с јапанском селекцијом. За тај тим је одиграо 42 утакмице.

## Статистика
| Јапан  | Јапан   | Јапан  |
| Година | Наступи | Голови |
| ------ | ------- | ------ |
| 2012.  | 2       | 0      |
| 2013.  | 9       | 0      |
| 2014.  | 7       | 0      |
| 2015.  | 7       | 0      |
| 2016.  | 7       | 0      |
| 2017.  | 4       | 0      |
| 2018.  | 6       | 0      |
| Укупно | 42      | 0      |